# Heinz Prammer
Heinz Prammer (* 18. Jänner 1950 in Oberneukirchen) ist ein österreichischer Dirigent, Komponist und Kulturmanager.

## Leben
Nach seiner Schulzeit am Stiftsgymnasium Wilhering, wo er von Balduin Sulzer in Musik und Gesang unterrichtet wurde, studierte Prammer Komposition, Dirigieren und Schlagzeug an der Wiener Musikhochschule. Von 1975 bis 1979 unterrichtete er am Konservatorium der Stadt Wien Komposition, Musikgeschichte, Formen- und Harmonielehre, wo er auch das Orchester leitete. Später wirkte er als Intendant der Sommeroper Schallaburg (1984–87) und der Wiener Mozartwoche (1996–99), als Leiter des Neuen Wiener Barockensembles (1979–89) und als Chefdirigent und Direktor der Österreichischen Kammerharmonie. Von 1998 bis 2002 war Prammer Präsident der Europäischen Kunst- und Kulturvereinigung. Seit 2003 ist er Präsident von European Cultural Services.
Heinz Prammer ist häufig als Gastdirigent in Ost- und Südosteuropa tätig sowie auf Tourneen und bei Rundfunk- und Fernsehauftritten zu hören. Er arbeitet außerdem als freischaffender Komponist.

## Auszeichnungen
- Kunstförderungspreis des Landes Oberösterreich (1976)
- Kompositionspreis der Republik Österreich